# Мальтийские монархи

Флаг госпитальеров

Острова Мальтийского архипелага в древности управлялись финикийскими, византийскими и римскими аристократами, прежде чем до них добрались европейские монархи. В общей сложности иностранные монархи управляли Мальтой 874 года. Впервые Мальта получила свободу от заморских правителей в 1964 году, когда была провозглашена её независимость.
Многие ключевые исторические моменты связывают Мальту с Сицилией, в том числе захват её фатимидами, а также освобождение от арабов в 1090 году Рожером I.
С 1090 по 1530 год Мальта была частью королевства Сицилия, и таким образом её правителем был сицилийский монарх, которым в те времена являлся испанский король. Прочная культурная связь с Сицилией сохранилась и после того как в 1530 году испанский король Карл V отдал госпитальерам в постоянное феодальное владение Мальту и Гоцо. Госпитальеры, также ставшие известными как мальтийские рыцари, управляли островами до 1798 года.
В 1798 году в ходе экспедиции в Египет Наполеон захватил Мальту и в течение двух лет она была в составе Первой французской республики. 5 сентября 1800 Мальту захватили англичане и это стало началом британского владычества над островом, которое продолжалось до 1964 года.

## Британские монархи
| Георг III (англ. George III)      |  | 1801-1820                       | Внук Георга II, курфюрст (с 1814 г. — король) Ганновера |
| Георг IV (англ. George IV)        |  | 1820-1830                       | Сын Георга III, король Ганновера |
| Вильгельм IV (англ. William IV)   |  | 1830-1837                       | Сын Георга III, король Ганновера |
| Виктория (англ. Victoria)         |  | 1837-1901                       | Внучка Георга III, с 1877 г. — императрица Индии, с 1867 г. королева Доминиона Канада. |
| Эдуард VII (англ. Edward VII)     |  | 1901-1910                       | Сын Виктории, император Индии, король доминионов и колоний. |
| Георг V (англ. George V)          |  | 1910-1936                       | Сын Эдуарда VII, император Индии, король доминионов и колоний. |
| Эдуард VIII (англ. Edward VIII)   |  | 1936                            | Сын Георга V, император Индии, король Королевств Содружества и колоний. Отрекся от престола |
| Георг VI (англ. George VI)        |  | 1936-1952                       | Сын Георга V, император Индии (до 1947 г.), король Королевств Содружества и колоний. |
| Елизавета II (англ. Elizabeth II) |  | 6 февраля 1952— 13 декабря 1974 | Дочь Георга VI, глава Содружества наций, королева Австралии, Канады, Новой Зеландии, Антигуа и Барбуды, Багамских островов, Барбадоса, Белиза, Гренады, Папуа-Новой Гвинеи, Сент-Винсента и Гренадин, Сент-Киттса и Невиса, Сент-Люсии, Соломоновых Островов, Тувалу и Ямайки. |

Мальта получила независимость от Великобритании 21 сентября 1964 года, но на протяжении последующих 10 лет была королевством Содружества. 13 декабря 1974 года Мальта стала республикой, и с этого момента его главой является президент.